# Aeroport de l'Alguer
L'Aeroport de l'Alguer-Fertília, també anomenat Aeroport de l'Alguer (codi IATA: AHO, codi OACI: LIEA) està situat a uns 4 quilòmetres al nord-oest de la ciutat de l'Alguer, al nord de Sardenya.
Es troba a la localitat de Fertília, d'on rep el nom. Nascut com a aeroport militar l'any 1938, és un dels tres aeroports principals que hi ha a l'illa, juntament amb el de Càller al sud i Òlbia al nord-est. L'aeroport és gestionat per SOGEAAL (Societa di Gestione Aeroporto Di Alghero, Societat de Gestió de l'Aeroport de l'Alguer en català).
Entre 2004 i 2016 ha funcionat una connexió diària que connectava l'aeroport alguerès amb Catalunya, concretament amb l'aeroport de Girona. Una ruta oferta per Ryanair que ha ajudat a traçar nous llaços entre l'Alguer i Catalunya, i que ha comptat amb gran acceptació. En cinc anys, fins al febrer de 2009, es van assolir 520.000 viatgers.
L'aeroport de l'Alguer també és conegut perquè a finals de 1977 el poeta alguerès Rafael Caria, que hi treballava contractat per la companya aèria ATI, fou sancionat per haver anunciat els vols en català i sard -a més que en italià i anglès- durant unes quantes setmanes. Caria va arribar a encadenar-se, amb la boca tapada amb un drap, davant les sortides de l'aeroport de l'Alguer, i la qüestió arribà al parlament italià. Finalment, la companya va retirar la sanció administrativa.

## Societat de Gestió Aeroport de l'Alguer
La Societat de Gestió Aeroport de l'Alguer (SO.GE.A.AL. S.p.A.) és una societat per accions sarda amb seu a l'Alguer, que gestiona les estructures de l'aeroport.
La societat va néixer el 1994 per iniciativa de la província de Sàsser, amb l'objectiu d'autodeterminar la revitalització econòmica i social de la zona i millorar els recursos i competències locals. Va iniciar les operacions el 15 de març de 1996, va rebre l'autorització per operar per raons d'urgència de Civilavia i tot esperant la gestió total de la gestió, que no arribarà fins a 2007, amb una durada de quaranta anys, fins 2047.
Fins al 2010 la societat tenia com a socis la S.F.I.R.S. S.p.A., la CCIAA de Sàsser, la Regió Autònoma de la Sardenya, la Província de Sàsser, el comú de l'Alguer i el comú de Sàsser. El seu director en 2010 era Mario Peralda, que va dimitir en juliol de 2018. En fou nomenat nou director Alberto Perini.
En el segon semestre de 2010 s'ha produït una reorganització corporativa a causa d'una manca de recapitalització per part d'alguns dels membres, de manera que les noves accions es van redistribuir entre la Regió Autònoma de la Sardenya (80,20 %) i la S.F.I.R.S S.p.A (19,80 %). En 2018, però l'accionariat era totalment diferent:
- F2i Aeroporti 2 S.r.l. - 71,25 %
- Regió Autònoma de la Sardenya - 23,06%
- S.F.I.R.S. S.p.A. - 5,69%